# Bătălia de la Edington
În Bătălia de la Edington o armată de anglo-saxoni de Wessex, din regatul lui Alfred cel Mare, a învins marea armată a vikingilor danezi condusă de Guthrum la 6-12 mai 878. Sursele primare localizează bătălia la Ethandun sau Ethandune și, până la un consens academic, locul bătăliei este identificat cu Edington, în Wiltshire. Bătălia a fost cunoscută și sub numele de Bătălia de la Ethandun, nume care continuă să fie utilizat.
Lupta a dus la Tratatul de la Wedmore, încheiat în același an.

## Preludiu

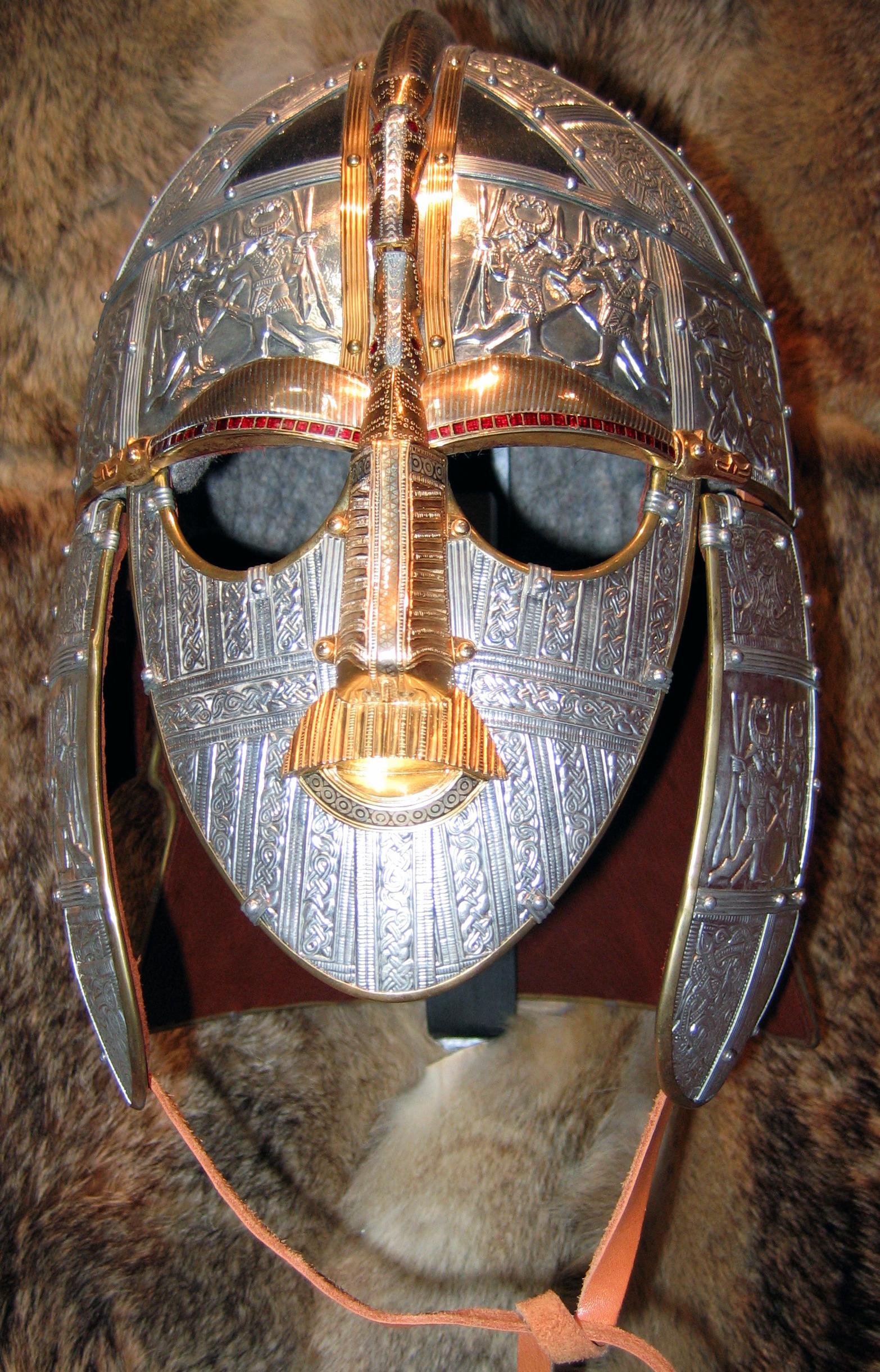
Sutton Hoo Helmet Replica

Primul raid vikingiilor în Anglia s-a petrecut între anii 786 și 802, la Portland, în Regatul Wessex, atunci când trei corăbii nordice au fost ancorate, iar vikingii care au debarcat l-au ucis pe prim-magistratul regelui Beorhtric. La celălalt capăt al țării, în Regatul Northumbria, în 793, Insula Sfânta Lindisfarne a fost jefuită. După jefuirea Lindisfarne, raidurile asupra coastelor au devenit mai sporadice până în 830. 
În 835, vikingii păgâni au devastat Sheppey. În 836, Ecgberht de Wessex se întâlnește în lupta cu o forță de treizeci și cinci de nave la Carhampton și în 838 el s-a confruntat cu o forță combinată de vikingi și de Cornwhistii la Hingston Down, în Cornwall. 

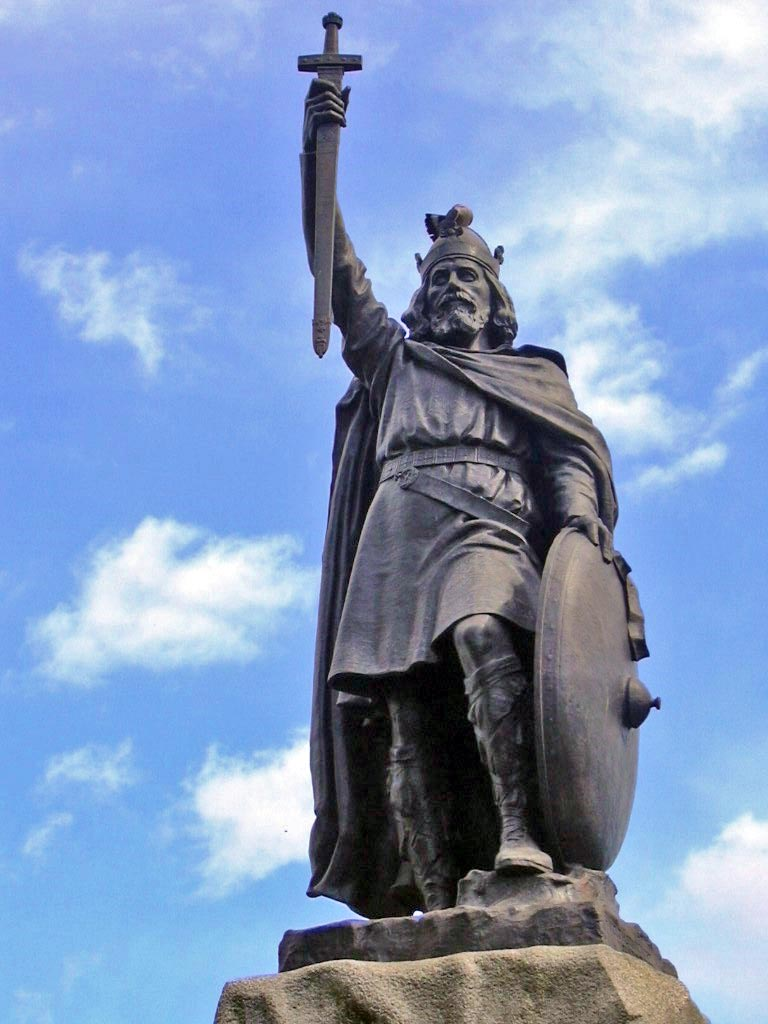
Statue d'Alfred le Grand à Winchester

Raidurile au continuat și cu fiecare an au devenit tot mai multe și mai intense. În 865/866 a escaladat în continuare sosirea vikingilor, a căror armate cuprindeau intre 500-1000 de oameni, care se aflau sub conducerea fraților Ivar fără Oase, Ubbe și Halfdan Ragnarsson. Ceea ce a făcut această armată diferita de cele de dinainte a fost intenția. Sosirea sa a început "o nouă etapă, cea a cuceririi și a sederii".
Prin 870, Nordici au cucerit regatele Deira și Anglia de Est, iar în 871 au atacat Wessex. Dintre cele nouă lupte menționate de Cronica anglo-saxonă în cursul acelui an, doar una s-a terminat cu victoria saxonilor de vest, dar în același an, Alfred îl succede pe Ethelred, care a murit în Bătălia de la Merton.
Mercia s-a prăbușit în 874. Halfdan s-a întors la Deira și s-a luptat cu picții și galezii pentru a menține controlul regatului de nord. 
Armata lui s-a stabilit acolo și el nu este menționat, după 876, când danezii au fost implicați în plugărit, pentru a-și construi un nivel de trai.
Guthrum, cu doi regi neștiuți, „a plecat din Cambridge spre Anglia de Est”. El a desfășurat mai multe atacuri în Wessex, începând din 875, iar Alfred aproape a capturat cetatea lui de iarnă de la Chippenham. 
Prin 878, danezii au fost învinși în Bătălia de la Ashdown, le-a întrerupt, dar nu a oprit avansul lor. Alfred a petrecut iarna precedenta bătăliei de la Edington în Somerset, balta Athelney și mediul natural al țării dându-i o oarecare protecție. În primăvara anului 878, el a chemat toate forțele saxone de vest și au mărșăluit la Edington, unde s-a întâlnit cu danezii, conduși de Guthrum în luptă.

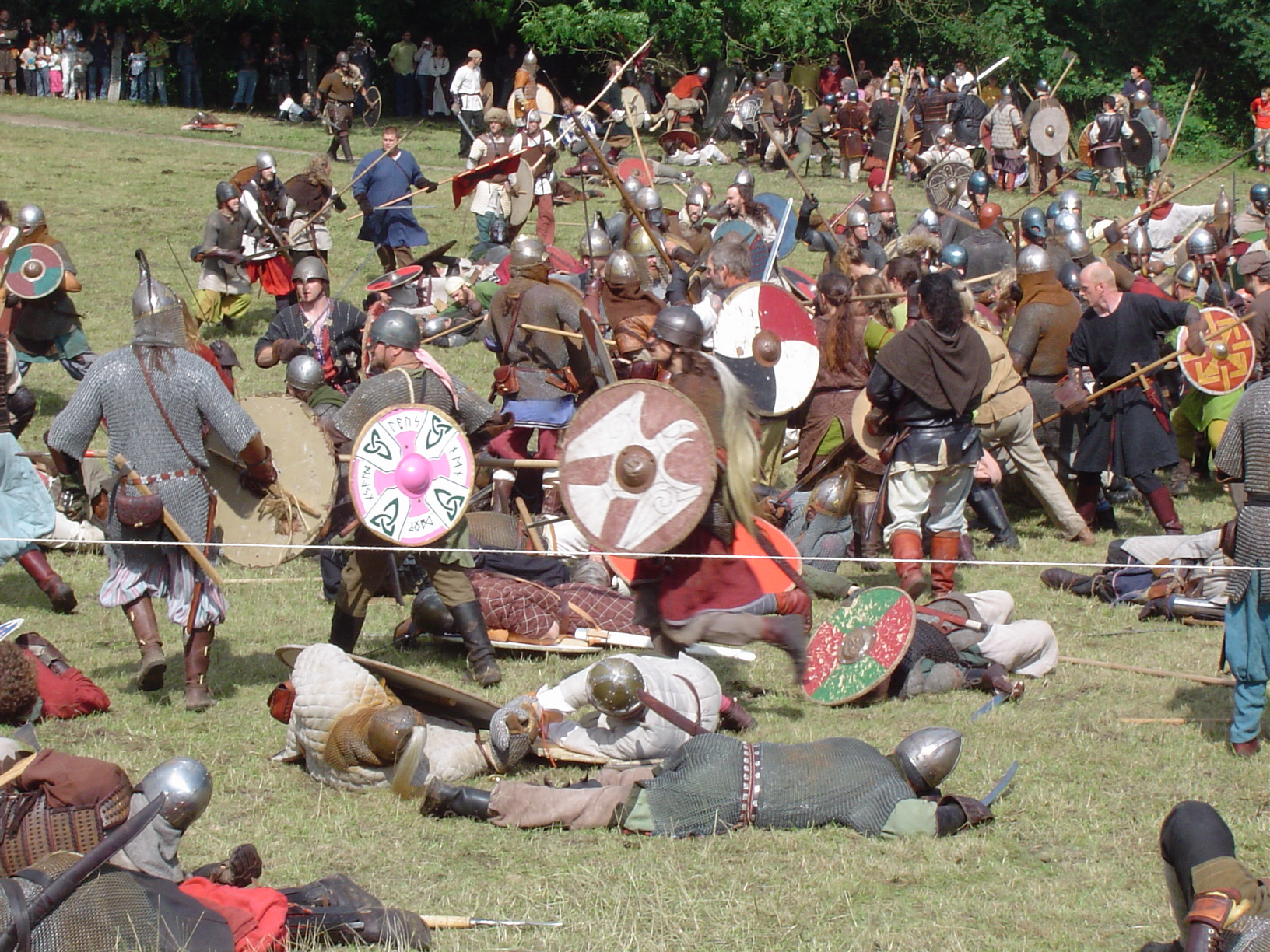

## Bătălia

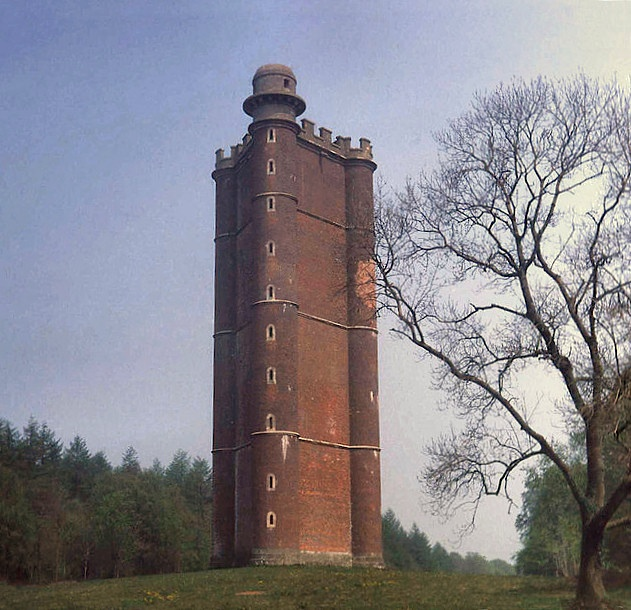
Geograph 886206

Împreună cu armata sa mică, o fracțiune a armatei sale la Chippenham, Alfred nu putea spera sa reia orașul de la danezi, care l-au avut din războaiele anterioare (de exemplu, la Reading din 871) s-au dovedit un adept al apărarea pozițiilor fortificate. 
S-a retras la sud, pregătindu-și forțele sale pentru o altă bătălie, iar apoi l-a învins pe Guthrum. În a șaptea săptămână după Paști, între 4 și 7 mai, Alfred a făcut recrutări la Ecgbryhtesstan (Piatra lui Egbert). Mulți dintre bărbații din provinciile Somerset, Wiltshire, și Hampshire, care nu au fugit deja s-au mobilizat. În ziua următoare,armata lui Alfred s-a mutat la stejarul Iley, iar apoi, a doua zi,la Edington.Bătălia ar fi avut loc între 6 și 12 mai.
Potrivit Life:
"Combaterea feroce, formând un zid de scuturi dense împotriva întregii armate a păgânilor, și străduindu-se cu mare curaj... în cele din urma, el [Alfred] a câștigat victoria și i-a înfrânt pe păgânii, și i-a lovit pe fugari,. El i-a urmărit până departe de cetatea [adică, Chippenham] ".
După victorie, atunci când danezii s-au refugiat în Chippenham, saxonii de Vest s-au îndepărtat din zona din jurul proviziilor alimentare pe care danezii le-ar fi preluat într-o ieșire, și ar fi așteptat. După două săptămâni, danezii,flămânzind,au cerut pace, oferindu-i lui Alfred "solemnă jurămintele pe care le-ar lăsa împărăției lui imediat", dar, în plus, au promis că Guthrum va fi botezat. 
Diferența principală dintre acord prezent și tratatele de la Wareham și Exeter a fost ca Alfred i-a învins în mod decisiv pe danezi la Edington, mai degrabă decât doar i-a oprit, și, prin urmare, se pare că vor ține la termenii tratatului.
Motivul principal pentru victoria lui Alfred a fost, probabil, mărimea relativă a celor două armate.
În același an, a învins o armată condusa de Ubbe Ragnarsson în Bătălia de la Cynwit. În plus, în 875,Guthrum a pierdut sprijinul lorzilor danezi, inclusiv Ivar și Ubbe. Alte forțe daneze s-au stabilit pe pământul englez înainte ca Guthrum să atace Wessex: în Anglia de Est, precum și în Mercia între tratatul de la Exeter și atacul asupra Chippenham; mulți alții s-au pierdut într-o furtună de pe Swanage în 876-7, cu 120 de nave naufragiate. Lipsa unității interne a fost în pericol de-ai dezbina pe danezi în afară, și au avut nevoie de timp pentru a se reorganiza. Din fericire pentru Wessex nu au folosit timpul disponibil în mod eficient.

## Urmări
Înfrângerea lui Guthrum, după bătălia de la Edington, a fost extrem de demoralizatoare pentru danezi.
La trei săptămâni după luptă, Guthrum a fost botezat și s-a convertit la creștinism.
În conformitate cu termenii Tratatului de la Wedmore, Guthrum a fost obligat să părăsească Wessex și a revenit la Anglia de Est. Prin urmare, în 879, armata vikingă a plecat din Chippenham și s-a stabilit la Cirencester unde a rămas timp de un an. În anul următor vikingii s-au dus în Anglia de Est unde s-au stabilit.
De asemenea, în 879, în conformitate cu Asser, o altă armată vikingă a navigat până la râul Tamisa și a iernat la Fulham. De-a lungul următorilor ani, danezii au avut mai multe confruntări cu forțele lui Alfred. Cu toate acestea, Alfred a reușit să facă față aceastei amenințări militare prin reformarea și crearea unui sistem de orașe fortificate, cunoscute sub numele de burghs sau burhs. 
În 885, conform rapoartelor lui Asser, armata vikingă, care se stabilise în Anglia de Est a încălcat într-un mod mai evident pacea stabilita cu Alfred, deși Guthrum nu mai este menționat. Guthrum a domnit ca rege în Anglia de Est până la moartea sa în 890 și, deși această perioadă nu a fost întotdeauna pașnică, el nu a fost considerat ca o amenințare.
În 886, tratatul dintre Alfred și Guthrum definea limitele regatelor lor și relațiile pașnice între englezi și vikingi. Danezii au fost cuprinși în cadrul a ceea ce a devenit cunoscut sub numele de Danelaw.